# Бечу (комуна)
Бечу (рум. Beciu) — комуна у повіті Телеорман в Румунії. До складу комуни входять такі села (дані про населення за 2002 рік):
- Бечу (1277 осіб)
- Бирсештій-де-Жос (167 осіб)
- Смирдан (479 осіб)

Комуна розташована на відстані 123 км на захід від Бухареста, 53 км на захід від Александрії, 76 км на південний схід від Крайови.

## Населення
У 2009 року у комуні проживали 1906 осіб.